# Lycastopsis beumeri
Lycastopsis beumeri är en ringmaskart som beskrevs av Augener 1922. Lycastopsis beumeri ingår i släktet Lycastopsis och familjen Nereididae. Inga underarter finns listade i Catalogue of Life.